# Алуминиев оксид
Алуминиевият оксид или диалуминиевият триоксид е химично съединение на алуминий и кислород с химична формула Al2O3. Това е най-често срещаният оксид на алуминия и по-конкретно се обозначава като алуминиев(III) оксид. В природата се среща в кристалната си полиморфна фаза α-Al2O3, известна като минерал корунд, чиито разновидности са скъпоценните камъни рубин и сапфир. Алуминиевият оксид се използва за добиване на алуминий, като абразив и като огнеупорен материал поради високата му температура на топене.

## Свойства
Al2O3 е електрически изолатор, но има относително висока топлинна проводимост (30 Wm−1K−1) за керамичен материал. Алуминиевият оксид е неразтворим във вода. Под естествената си кристална форма, наречена корунд, неговата твърдост го прави подходящ за употреба като абразив и като компонент в режещите инструменти.
Алуминиевият оксид е отговорен за устойчивостта на металния алуминий към корозия. Металният алуминий реагира с кислорода в атмосферата, при което се образува тънък пасивиращ слой от алуминиев оксид (4 nm дебел). Този слой предпазва метала от по-нататъшно окисление. Дебелината и свойствата на този оксиден слой могат да бъдат подобрени чрез процес, наречен анодиране. Ред сплави, като например алуминиевият бронз, използват това свойство, като включват алуминий в сплавта, за да се подобри устойчивостта към корозия. Алуминиевият оксид, получен чрез анодиране, обикновено е аморфен, докато при използване на окислителни процеси в дъгов разряд материалът съдържа значителни включвания от кристален алуминиев оксид, с което се подобрява твърдостта на покритието.
Алуминиевият оксид е амфотерно вещество, което означава, че реагира както с киселини, така и с основи:
Al2O3 + 6 HF → 2 AlF3 + 3 H2O
Al2O3 + 2 NaOH + 3 H2O → 2 NaAl(OH)4 (натриев алуминат)

## Структура
Най-често срещаната форма на кристален алуминиев оксид е корундът, което е термодинамично стабилната форма. Кислородните йони образуват почти шестоъгълна структура, а алуминиевите йони запълват 2/3 от октаедричните пролуки. Всеки Al3+ център е октаедричен. По отношение на кристалографията, корундът има тригонална кристална решетка с пространствена група R-3c. Елементарната клетка съдържа две формулни единици от алуминиев оксид.
Алуминиевият оксид съществува и в други кристални модификации, включително кубичните γ и η фази, моноклинната θ фаза, шестоъгълната χ фаза, орторомбичната κ фаза и фазата δ, която може да е тетрагонална или орторомбична. Всяка има уникална кристална структура и свойства. Кубичният γ-Al2O3 има важни технически приложения.
Разтопеният алуминиев оксид близо до температурата на топене е приблизително на 2/3 тетраедричен и 1/3 - 5-координиран, с много малко включване на (<5%) октаедричен Al-O. Около 80% от кислородните атоми се споделят от три или повече Al-O многостена. Разпадането на октаедрите при топене е придружено от относително голямо увеличение в обема (~20%). Плътността на течността близо до точката на топене е 2,93 g/cm3.

## Добиване
Алуминиевите хидроксидни минерали са основният компонент на боксита, главната руда за добив на алуминий. Бокситът се среща в латерити и се пречиства чрез процес на Байер:
Al2O3 + H2O + NaOH → NaAl(OH)4
Al(OH)3 + NaOH → NaAl(OH)4
Освен SiO2, другите компоненти на боксита не се разтварят в основи. След филтриране на основната смес се премахва Fe2O3. Когато Байеровият разтвор се охлади, Al(OH)3 се охлажда, оставяйки силикатите в разтвора.
NaAl(OH)4 → NaOH + Al(OH)3
Твърдият Al(OH)3 гибсит след това се калцинира (нагрява се до над 1100 °C), при което се получава алуминиев оксид:
2 Al(OH)3 → Al2O3 + 3 H2O
Добитият алуминиев оксид обикновено е мултифазов, т.е. съставен е от няколко фази на алуминиев оксид, отколкото само корунд. Процесът може да бъде оптимизиран така, че да произвежда определен продукт. Видът на налични фази може да повлияе на разтворимостта и структурата на алуминиевия оксид, който от своя страна влияе на цената на производството на алуминий.
За употребата му като диелектрик в интегрални схеми, където отлагане на тънък слой е необходимо условие и предпочитаният начин за нанасянето е атомно-слоева епитаксия, слоеве от Al2O3 могат да се приготвят чрез химичното взаимодействие между триметилалуминий Al(CH3)3 и H2O:
2 Al(CH3)3 + 3 H2O → Al2O3 + 6 CH4
H2O в горната реакция може да бъде заменен от озон (O3) като активен окислител, след което настъпва следната реакция:
2 Al(CH3)3 + O3 → Al2O3 + 3 C2H6
Слоеве от Al2O3, приготвени с O3 показват 10 – 100 пъти по-ниска плътност на утечките на ток в сравнение с тези, приготвени с H2O.
Световният добив на алуминиев оксид към 2015 г. е приблизително 1150 милиона тона, над 90% от които се използват за производството на метала алуминий.
Реакция на взаимодействие на калиев хидроксид и алуминиев оксид.
2KOH + Al2O3 → 2KAlO2 + H2O

## Приложение
Освен за производство на метала алуминий, алуминиевият оксид намира широко приложение там, където е нужна инертност и устойчивост на електричество и топлина.

### Филер
Бидейки химически инертен и бял, алуминиевият оксид се използва като филер при пластмасите. Често срещана съставка е при слънцезащитните кремове и понякога присъства в козметични продукти като руж, червило и лак за нокти.

### Стъкло
Много видове стъкло имат алуминиев оксид като съставка.

### Катализатор
Алуминиевият оксид катализира различни реакции, които имат промишлено значение. Използва се в процеса на Клаус за преобразуване на отпадъчен сероводород в сяра в рафинериите. Полезен е и при дехидратацията на алкохоли до алкени.

### Пречиствател
Алуминиевият оксид се използва широко за премахване на водата от газови потоци.

### Абразив
Алуминиевият оксид се използва поради твърдостта си и здравината си. Има широко приложение като абразив, включително като евтин заместител на промишлените диаманти. Много видове шкурки използват кристали от алуминиев оксид. Устойчивостта му към топлина го прави подходящ за шлайфане и за металорежещи инструменти. Заедно със силициевия диоксид той е един от главните компоненти на кредата за билярдни щеки. Използва се и при полирането на CD и DVD дискове, както и в пастите за зъби.

### Боя
Люспи от алуминиев оксид се използват в някои бои за отразителен декоративен ефект, каквито се използват в автомобилната промишленост.

### Абразивна защита
Алуминиевият оксид може да се прилага като покритие чрез анодиране или микродъгово оксидиране. Както твърдостта му, така и абразивоустойчивите му характеристики се дължат на голямата здравина на съединението. Въпреки това, пористият слой на покритието, направен с конвенционален постоянен ток, не е с особено висока твърдост и е сравним със сплавите на закалената стомана, но е значително по-мек от естествения или изкуствения корунд.
Съединението се използва при производството на тухли, които се поставят в горивни канали и димоотводи на топлоелектрически централи, работещи на въглища, за защита на зоните на износване. Не са подходящи за защита от силни удари, тъй като тези тухли са крехки.

### Други
В осветлението се използва прозрачен алуминиев оксид в някои натриеви лампи.
В медицината се използва като материал при операциите на тазобедрената става и при противозачатъчните хапчета.
Бидейки диелектрик, алуминиевият оксид се използва като изолираща бариера в кондензаторите.
Използва се и при направата на изолация за запалителни свещи.